# 화강암

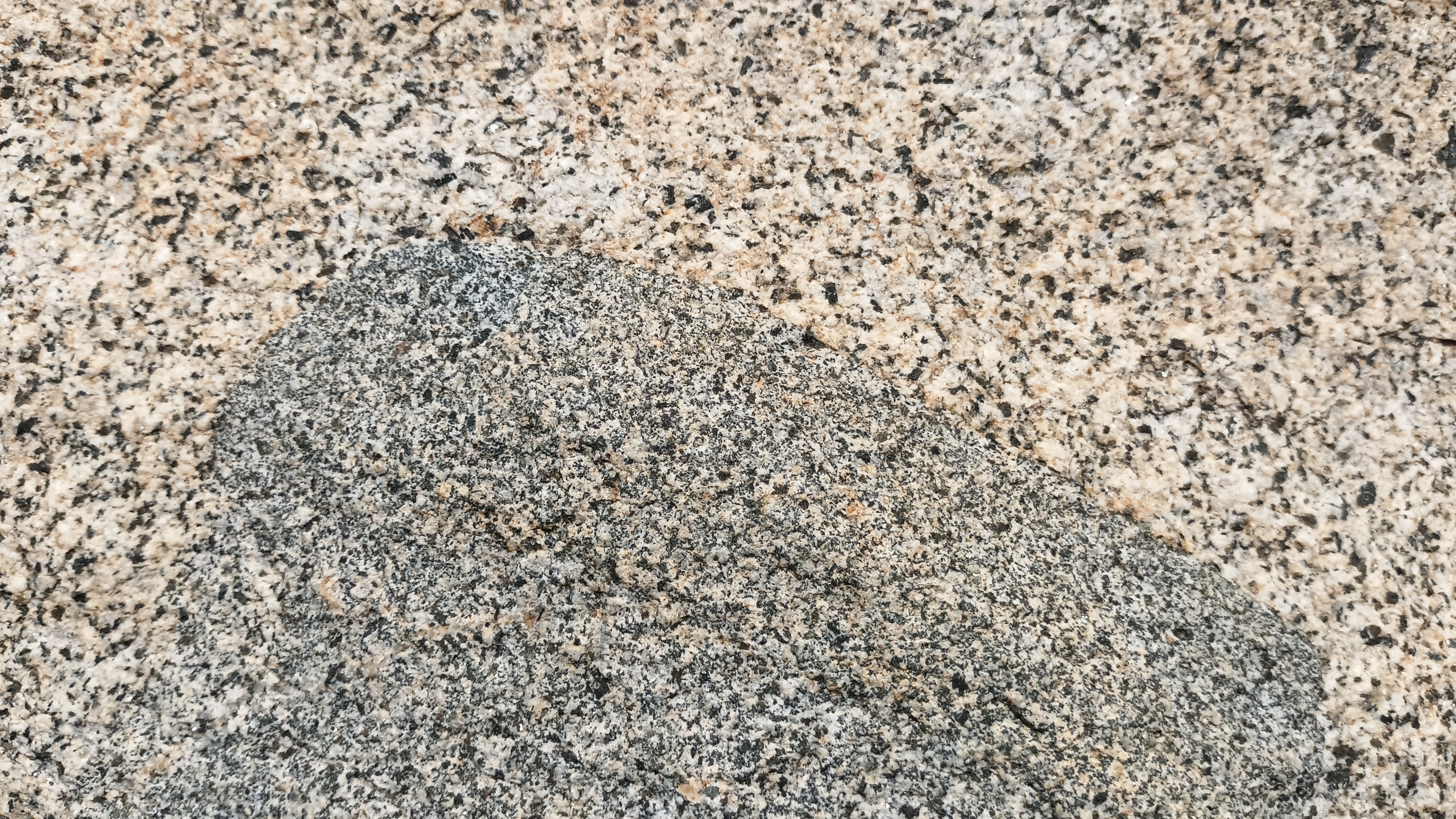
영덕군 영덕읍 창포리 영덕 해맞이공원에 드러난 화강섬록암의 포유암(enclave) - 화강암질 마그마에 어두운 섬록암질 마그마가 침범하여 형성되었다.

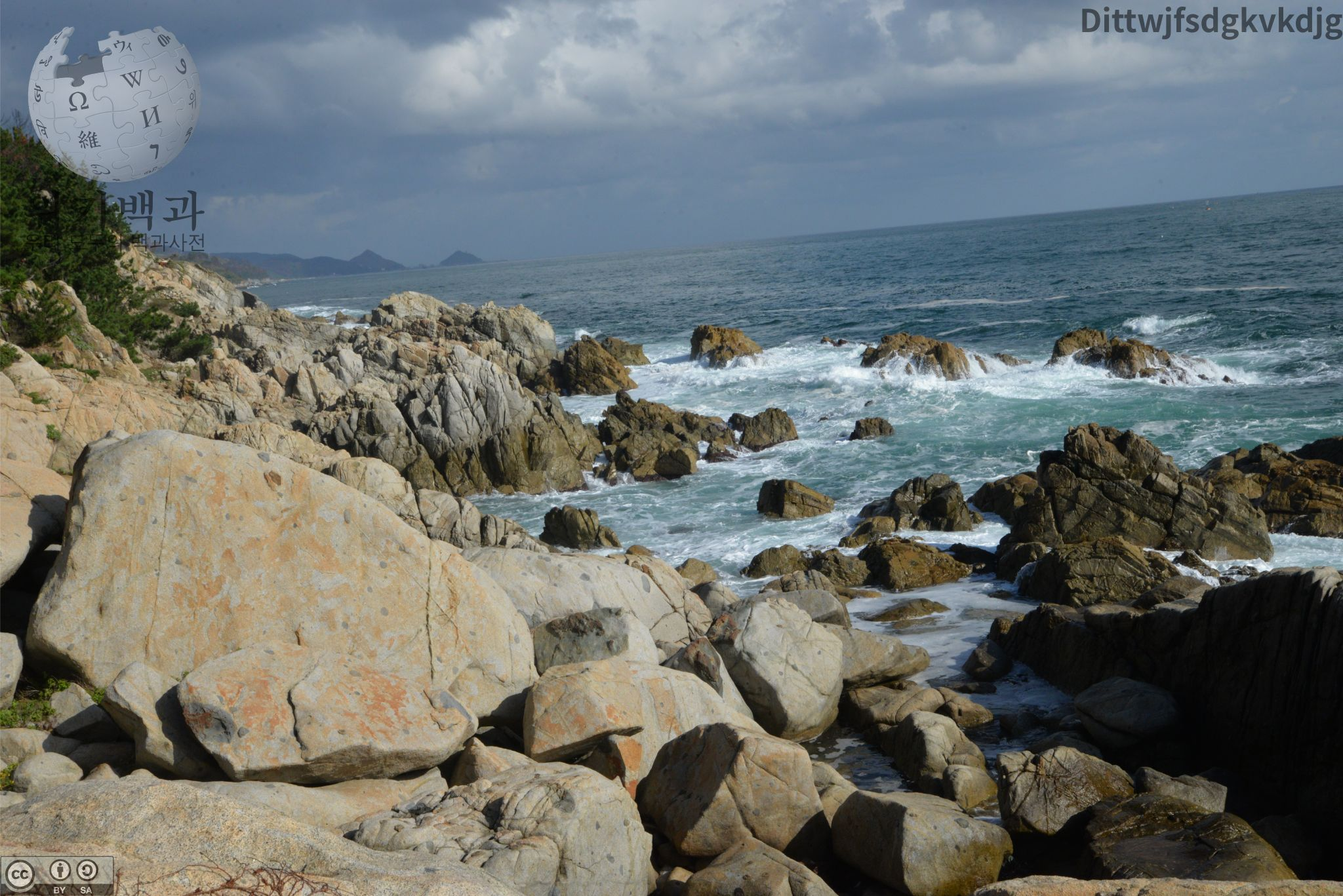
영덕 해맞이공원의 화강암 해안

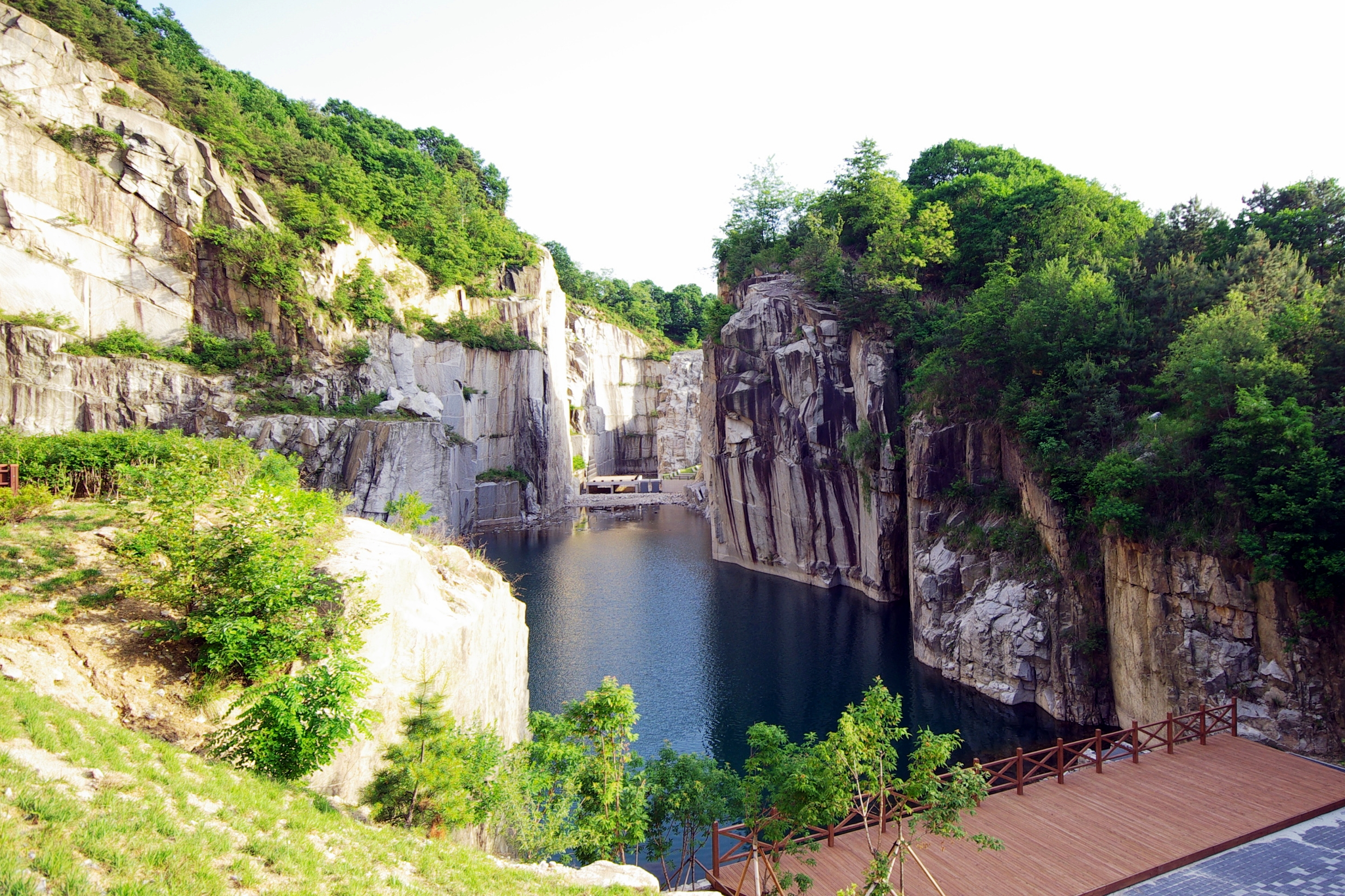
포천 아트밸리의 대보 화강암 - 중생대 쥐라기

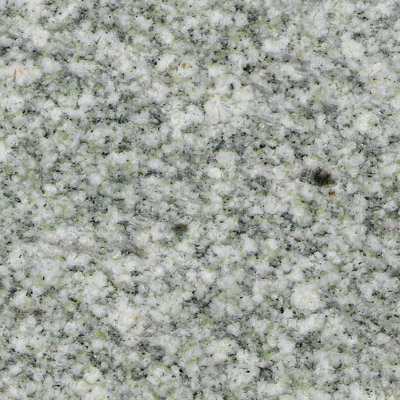
화강암

화강암(花崗岩, Granite)은 대륙지각의 깊고 압력이 높은 곳에서 형성되는 규장질 심성암 중에 가장 흔히 발견되는 종류이다. 화강암은 주로 정장석과 사장석, 석영, 흑운모 등으로 이루어지나 각섬석, 백운모가 들어가 있는 경우도 있고, 그 밖에 조암광물로 자철석, 석류석, 저어콘, 인회석 등이 있다. 드물게 휘석이 있는 경우도 있다.
화강암의 색조는 분홍색, 밝은 회색을 띠는 경우가 대부분이다. 화강암의 노두는 토르를 형성하는 경우가 많고, 대부분 괴상을 이룬다. 관입하면서 벽암을 변성시켜 상대적으로 강한 암석으로 만드는 경우에는, 화강암 관입체 부분이 차별적으로 침식되어 분지를 이루는 경우가 종종 있다. 화강암은 괴상을 이루는 경우가 많기 때문에 내부구조가 없는 경우가 많고 강도가 높아서 건축용으로 폭넓게 적용된다.

## 명칭
일반적인 화강암에는 항상 소량의 사장석이 나타나며 사장석이 없는 경우에는 알칼리 화강암이라고 한다. 사장석의 함량이 많은 화강암은 화강섬록암이라고 부른다. 정장석의 함량이 사장석과 석영을 합한 양과 같은 경우에는 석영몬조나이트(quartzmonzonite)라고 한다. 흑운모와 백운모가 함께 발견되는 화강암은 바이너리화강암(binary granite)이라고 한다. 장석과 석영의 함량에 따라 화강암의 모스 경도는 5.5와 7사이가 된다. 밀도는 2.74에서 2.80 g/cm3 사이에서 변하고 평균은 2.75 g/cm3이다.

## 산출
화강암은 작게 나타날 때는 100 km2 이하의 암주와 비슷한 덩어리로 나타나지만, 크게 나타날 경우에는 조산대에서 저반 형태로 산출된다. 화강암 성분의 애플라이트라고 부르는 암맥이 화강암 관입체의 주변에 나타나기도 한다. 어떤 곳에서는 페그마타이트라고 하는 광물의 크기가 매우 굵은 부분이 나타나기도 한다. 화강암은 지질시대동안 계속 대륙지각을 관입해 왔으며 특히 대부분은 선캄브리아대에 형성되었다. 화강암은 대륙지각에 널리 분포하며 대륙 표면을 얇게 덮고 있는 퇴적물의 가장 흔한 기반암이기도 하다.

### 화학 성분
세계 여러 나라의 화강암의 성분별 평균 비중을 2485개의 분석에 기초하여 내림차순으로 나타내었다.
- SiO2 — 72.04%
- Al2O3 — 14.42%
- K2O — 4.12%
- Na2O — 3.69%
- CaO — 1.82%
- FeO — 1.68%
- Fe2O3 — 1.22%
- MgO — 0.71%
- TiO2 — 0.30%
- P2O5 — 0.12%
- MnO — 0.05%

## 기원
화강암의 기원에 관하여서는 두 가지의 설이 있다. 마그마설에 따르면 화강암은 마그마의 부분결정에 의해 생긴다. 따라서 화강암체는 액체상태의 마그마가 기존의 암석에 관입한 결과이다. 화강암화설에 따르면 화강암은 심한 변성작용을 받는 곳에서 생겨난다. 두 설을 각각 뒷받침해주는 증거가 있고 또 두 설은 또한 각기 화강암에서 볼 수 있는 특징들을 잘 설명해 준다. 두 설은 사실은 동시에 작용하고 있는 듯하다. 변성작용의 상태가 심해지면서 화강암의 녹는점에 이르게 되면, 암석이 녹아서 액체 상태의 마그마가 되고 이것이 다시 굳으면서 화강암이 된다는 설명이다.

## 한국
한국에는 중생대 쥐라기 대보 조산운동과 백악기 불국사 조산운동때 관입한 화강암이 전국적으로 분포한다. 화강암은 맑은 지하수의 수원이 되기 때문에 주변에 도시가 많이 발달하였다. 서울, 부산, 대구, 전주 등이 그 예가 될 수 있다. 화강암을 구성하는 광물들은 철과 마그네슘을 제외한 대부분의 금속원소를 잘 포함하지 않기 때문에 화강암체가 식고 나면, 남은 금속성분이 화강암체의 바깥에 집중되기 때문이다. 대한민국의 화강암은 대부분 중생대의 화강암이며 홍제사 화강암이나 임원 우백질 화강암과 같이 선캄브리아기의 것도 있다. 최근에는 울릉도에서 세계 최연소 화강암이 발견되었다는 보고가 있다. 화강암 주변에는 영월군의 상동광산과 같이 스카른 광상이 발달하기도 한다. 경산시에는 석영몬조나이트가 발달한다.

### 화강암 분포 지역
화강암이 분포하는 지역의 지질은 아래 문서를 참조하라.
- 경기도
  - 서울특별시의 지질
  - 포천시의 지질
  - 철원군의 지질
  - 여주시의 지질
  - 이천시의 지질
  - 가평군의 지질
  - 수원시의 지질
- 강원특별자치도
  - 강릉시의 지질
  - 평창군의 지질
  - 홍천군의 지질
  - 인제군의 지질
  - 설악산
  - 삼척시의 지질
  - 횡성군의 지질
  - 원주시의 지질
- 충청북도
  - 충주시의 지질
  - 청주시의 지질
  - 음성군의 지질
- 충청남도
  - 대전광역시의 지질
  - 금산군의 지질
  - 공주시의 지질
  - 당진시의 지질
  - 논산시의 지질
- 경상북도
  - 울진군의 지질
  - 봉화군의 지질
  - 영주시의 지질
  - 문경시의 지질
  - 안동시의 지질
  - 영덕군의 지질
  - 상주시의 지질
  - 구미시의 지질
  - 경산시의 지질
  - 영천시의 지질
  - 칠곡군의 지질
  - 청도군의 지질
  - 대구광역시의 지질
- 경상남도
  - 고성군 (경상남도)의 지질
  - 남해군의 지질
  - 거제시의 지질
  - 거창군의 지질
  - 창원시의 지질
  - 부산광역시의 지질
- 전북특별자치도
  - 무주군의 지질
  - 익산시의 지질
  - 군산시의 지질
- 전라남도
  - 여수시의 지질